# 愛知県立瀬戸北総合高等学校
愛知県立瀬戸北総合高等学校（あいちけんりつ せときたそうごうこうとうがっこう）とは、愛知県瀬戸市本郷町に所在する公立の高等学校。瀬戸市内にある公立高校のなかでは一番新しい。

## 沿革
- 1984年（昭和59年）4月 - 愛知県立瀬戸北高等学校（普通科）開校[1]。
- 2004年（平成16年）4月 - 普通科内に福祉実践コースを開設[1]。
- 2009年（平成21年）4月 - 総合学科に改編[1]。豊田市など三河学区からも受験可能になる[1]。
- 2011年（平成23年）
  - 3月 - 普通科閉科[1]。
  - 4月 - 愛知県立瀬戸北総合高等学校に校名変更[1]。
- 2021年（令和3年）4月 - 総合学科にビジネス系列を追加[注釈 1]。同時に国際教養系列の新規募集を停止。

## 設置学科

### 現在の学科
総合学科
- 人文探究系列[4]
- 自然探究系列[4]
- 健康科学系列[4]
- 情報創造系列[4]
- 福祉理解系列[4]
- 生活科学系列[4]
- 国際教養系列[4] - 2020年度を最後に新規募集を停止
- ビジネス系列[4] - 2021年度より新設。

### 過去にあった学科
普通科
- 普通コース
- 福祉実践コース[1]

## 校訓
より高く より美しく たくましく

## 校歌・応援歌
- 安藤清彦：作詞
- 兼田敏：作曲

## 部活動

### 運動部
- 野球[5]
- サッカー[5]
- ラグビー[5]
- テニス[5]
- ソフトテニス[5]
- 女子バレーボール[5]
- バドミントン[5]
- ハンドボール[5]
- 卓球[5]
- 陸上[5]
- バスケットボール[5]
- 弓道[5]

### 文化部
- 吹奏楽[5]
- 美術[5]
- 茶道[5]
- 華道[5]
- 文芸[5]
- JRC（青少年赤十字）[5]
- 和太鼓[5]
- ESS[5]

## 最寄り駅
- 愛知環状鉄道・愛知環状鉄道線：中水野駅
- 瀬戸市コミュニティバス（中心市街地線）：「瀬戸北高校」バス停
- 名鉄バス：「瀬戸北総合高校前」停留所(旧・ゆとりーとライン「瀬戸みずの坂」停留所跡地)

## 著名な卒業生
- 小崎陽一（イタリア料理研究家）
- キシモトマイ（お笑いタレント）
- 谷川功（俳優）